# Murtuza Məmmədov
Murtuza Məmmədov, voller Name Murtuza Məşədi Rza oğlu Məmmədov, genannt Bülbül (* 22. Juni 1897 in Şuşa; † 26. September 1961 in Baku) war ein aserbaidschanischer Tenor, Musikpädagoge und Musikethnologe.

## Leben und Wirken

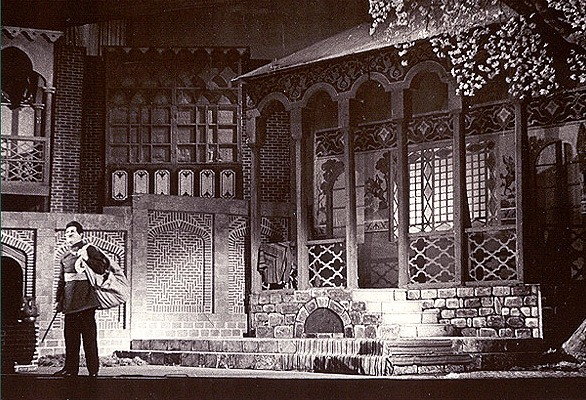
Bülbül 1938 als Asgar in Üzeyir Hacıbəyovs Operette Arschin mal alan

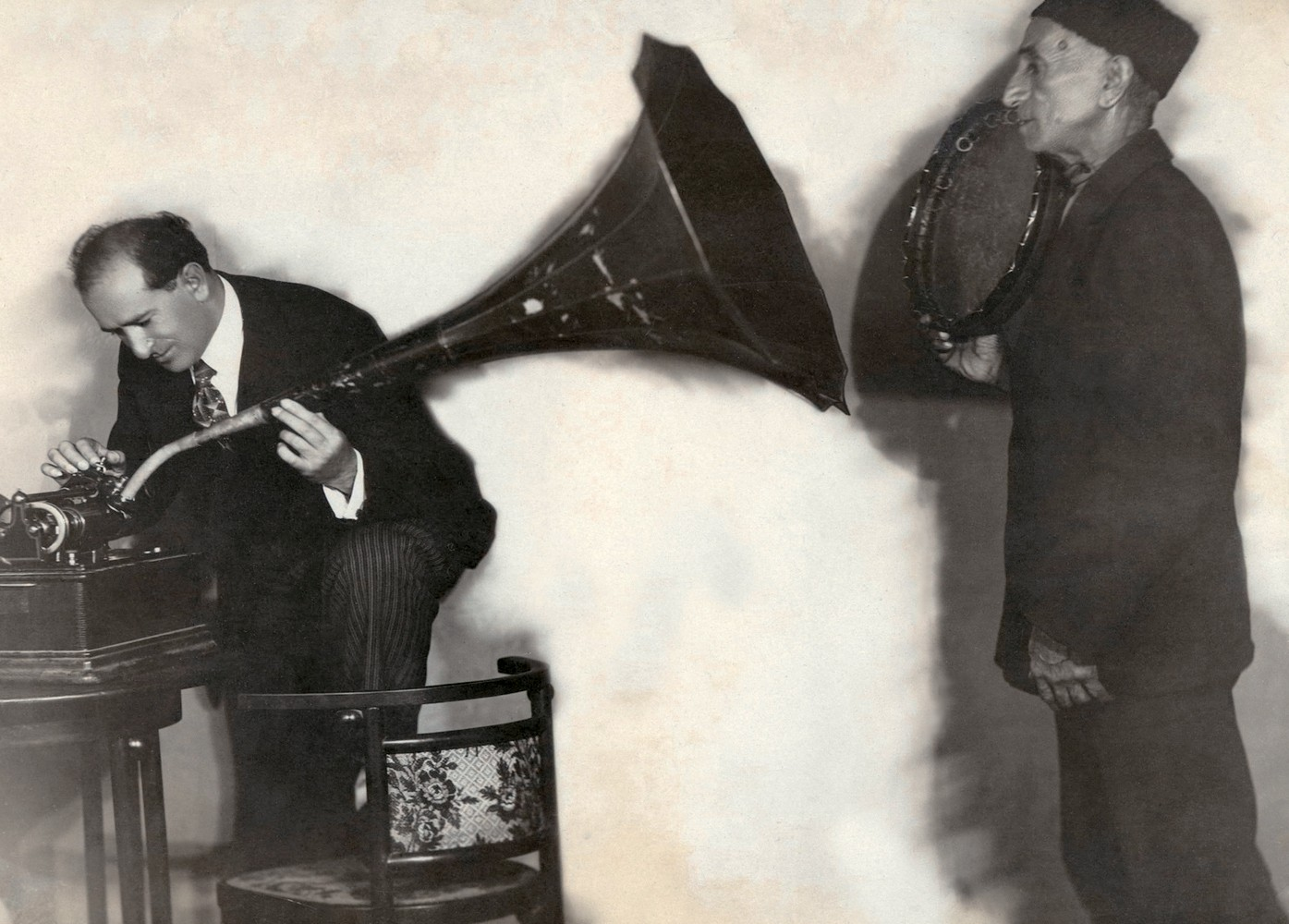
Phonographische Dokumentation des Mugham-Sängers Cabbar Qaryağdıoğlu

Murtuza «Bülbül» Məmmədov wurde 1897 in der Nähe von Şuşa, damals Russisches Kaiserreich, geboren – einer Stadt, die seither durch den Bergkarabachkonflikt eine wechselvolle Geschichte durchlitt. Aufgrund seiner schönen Stimme erhielt er schon als Kind den Spitznamen Bülbül (aserbaidschanisch Bülbül = Nachtigall), welchen er sein Leben lang als Künstlernamen beibehielt. Zunächst betätigte er sich als Sänger traditioneller Mugham-Musik.
1920 wurde er nach Baku eingeladen, um die Rolle des Karam in Üzeyir Hacıbəyovs Oper Asli und Karam zu singen. In weiterer Folge studierte Bülbül von 1921 bis 1927 an der Musikakademie Baku, danach bis 1931 am Konservatorium Mailand. Als Solist am Aserbaidschanischen Staatlichen Akademischen Opern- und Balletthaus sang er häufig Hauptrollen in (Ur-)Aufführungen von Opern zeitgenössischer aserbaidschanischer Komponisten (unter anderem die Rolle des Əliyar in Müslüm Maqomayevs Nərgiz, des Aslan in Qara Qarayevs und Cövdət Hacıyevs Vətən, des Nizami in Əfrasiyab Bədəlbəylis Nizami und des Köroğlu in Üzeyir Hacıbəyovs Köroğlu). Daneben trat er aber auch in Opern Giuseppe Verdis und anderer westeuropäischer Komponisten auf.
Von 1931 bis zu seinem Lebensende unterrichtete Məmmədov an der Musikakademie in Baku, wo er zu einer prägenden Gestalt für eine ganze Generation aserbaidschanischer Musiker wurde. 1932 initiierte er die Gründung eines Forschungskabinetts für aserbaidschanische Volksmusik innerhalb der Musikakademie, welches eine Vorreiterrolle in der Dokumentation und Erforschung traditioneller aserbaidschanischer Musik und Tänze einnahm. Ein entsprechendes Institut an der Nationalen Akademie der Wissenschaften Aserbaidschans wurde erst 1945 gegründet.
Murtuza Məmmədov war zwei Mal verheiratet. Aus der zweiten Ehe mit der ebenfalls erfolgreichen Sängerin Adelaida Məmmədova (1922–2015) stammen zwei Söhne, der 1938 geborene Çingiz Bülbüloğlu und der 1945 geborene Sohn Polad Bülbüloğlu. Dieser wechselte nach einer Bühnenkarriere in die Politik, war Minister für Kultur und Tourismus und ist seit 2006 Botschafter Aserbaidschans in Moskau.

## Auszeichnungen und Ehrungen
Bülbül erhielt während seines Lebens zahlreiche Auszeichnungen. 1938 wurde er Volkskünstler der UdSSR und 1950 Träger des Staatspreises der UdSSR. Er wurde zweimal mit dem Leninorden, zweimal mit dem Orden des Roten Banners der Arbeit, mit dem Ehrenzeichen der Sowjetunion und einigen weiteren Orden ausgezeichnet. Nach seinem Tod wurde er auf dem Ehrenfriedhof Fəxri Xiyaban bestattet.
Auf Initiative von Heydər Əliyev wurde die Wohnung, welche Bülbül von 1937 bis zu seinem Tod bewohnt hatte, ab 1976 zum Bülbül-Gedenkmuseum umgestaltet. Bülbüls Witwe Adealaida und später der Sohn Çingiz widmeten sich dem Aufbau der Sammlung, die 1982 für Besucher öffnete. Seit 1983 verfügt das Museum über eine Außenstelle in Bülbüls Geburtshaus in Şuşa.

### Bülbül in der Kulturpolitik Aserbaidschans
Das Gedenken an Bülbül hat einen hohen Stellenwert in der Kulturpolitik Aserbaidschans, seit es 1991 unabhängig geworden ist. Anlässlich seines hundertsten Geburtstages brachte Azərpoçt 1998 eine Briefmarke mit Abbildung Bülbüls heraus, 2014 erschien eine weitere Marke. 2008 prägte die Zentralbank der Republik Aserbaidschan eine 100 Manat-Goldmünze mit Bülbüls Porträt. Bülbül ist Namensgeber einer Sekundarschule mit musikalischem Schwerpunkt, eines seit 1997 in unregelmäßigen Abständen abgehaltenen internationalen Gesangswettbewerbes und einer bedeutenden Straße im Zentrum Bakus (dem Bülbül Prospekti). An dieser Straße enthüllte Präsident İlham Əliyev 2012 anlässlich von Bülbüls 115. Geburtstag eine überlebensgroße Statue des Musikers. In seiner Rede versprach er die Wiederaufstellung einer beschädigten Büste im damals (nach aserbaidschanischer Diktion) armenisch okkupierten und so einem „kulturellen Genozid“ ausgesetzten Şuşa. Diese erfolgte 2021 nach der aserbaidschanischen Rückeroberung des Gebietes im Krieg um Bergkarabach 2020. Im selben Jahr wurde auch das Museum in Bülbüls Geburtshaus wiederhergestellt.

Gedenken
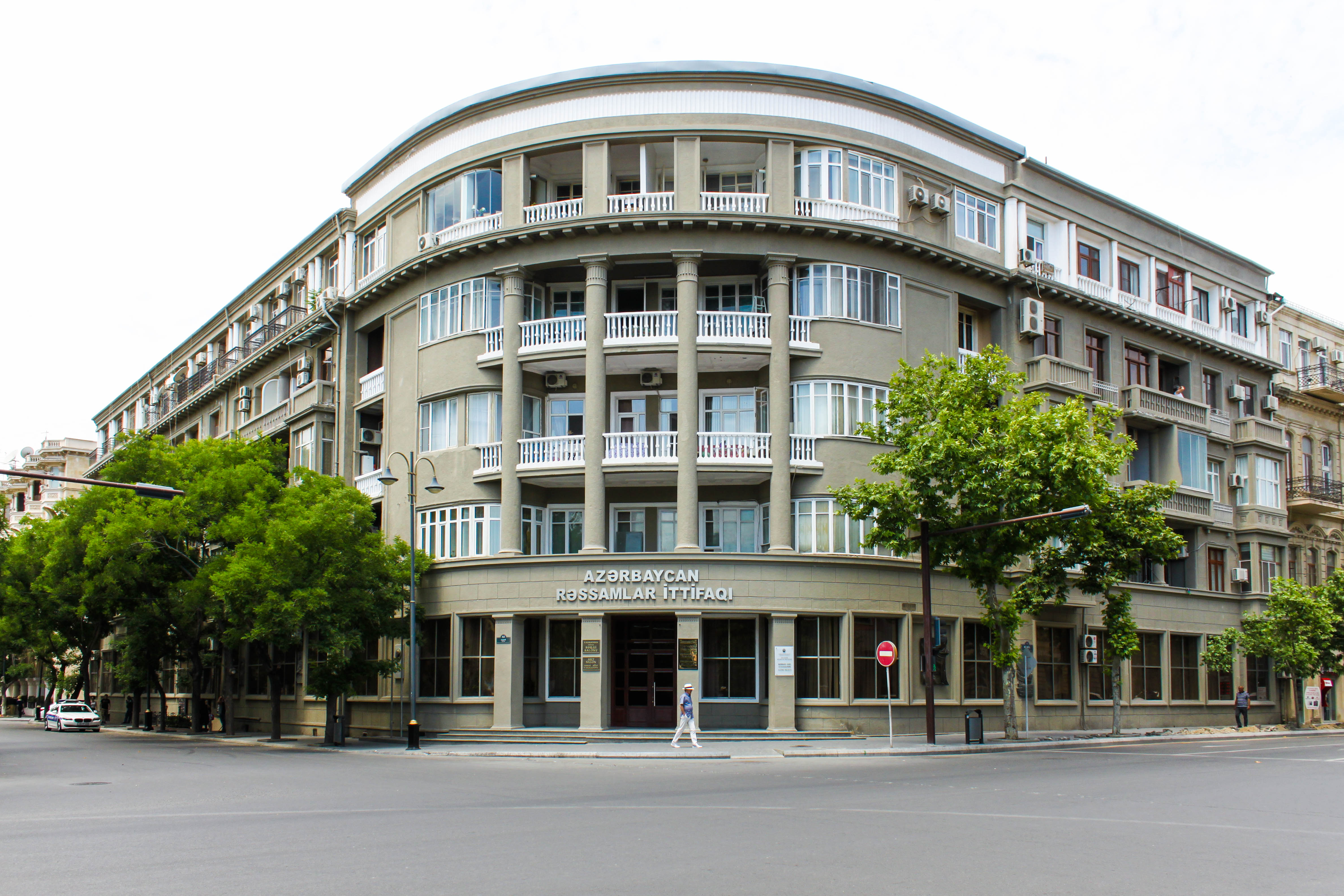
Standort des Bülbül-Gedenkmuseums, Gebäude der Aserbaidschanischen Künstlervereinigung (Rəssamlar İttifaqı) am Bülbül Prospekti
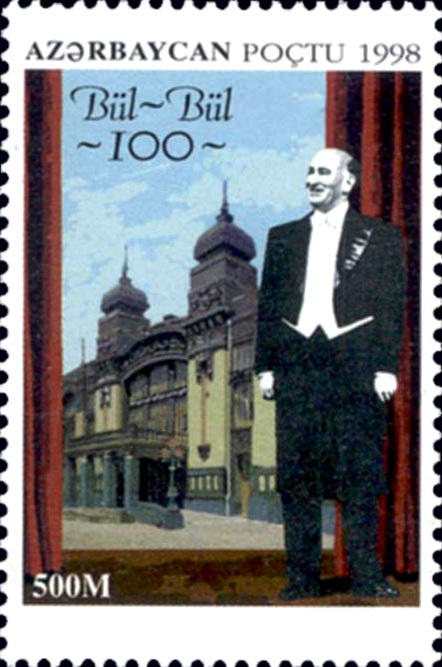
Briefmarke von 1998
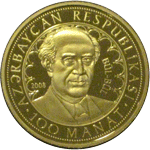
Gedenkmünze von 2008
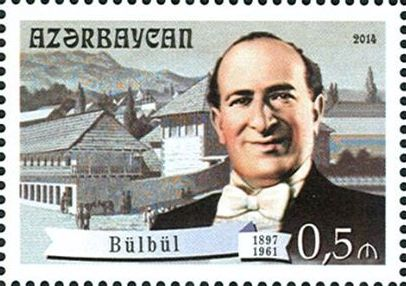
Briefmarke von 2014
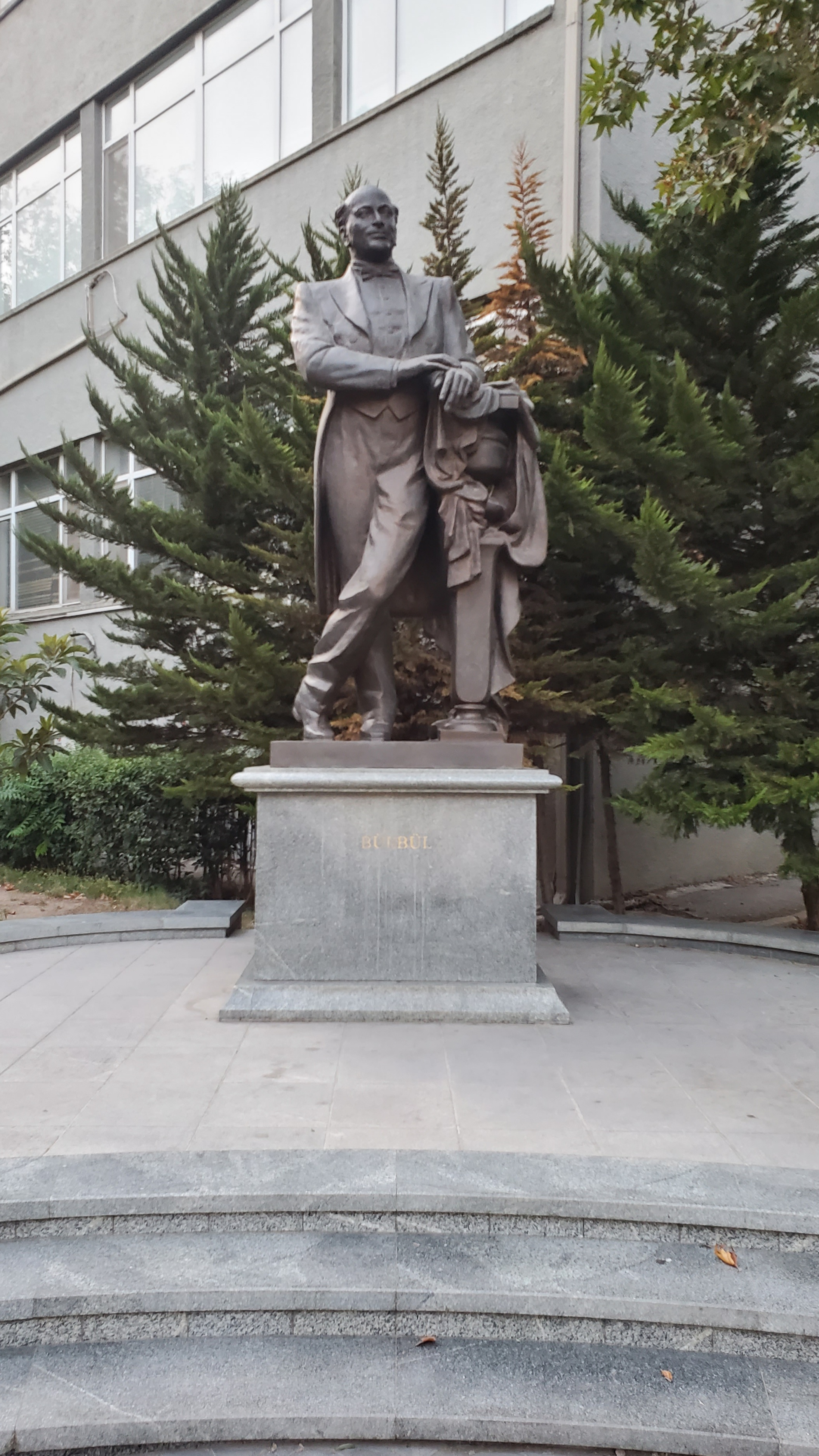
Statue am Bülbül Prospekti
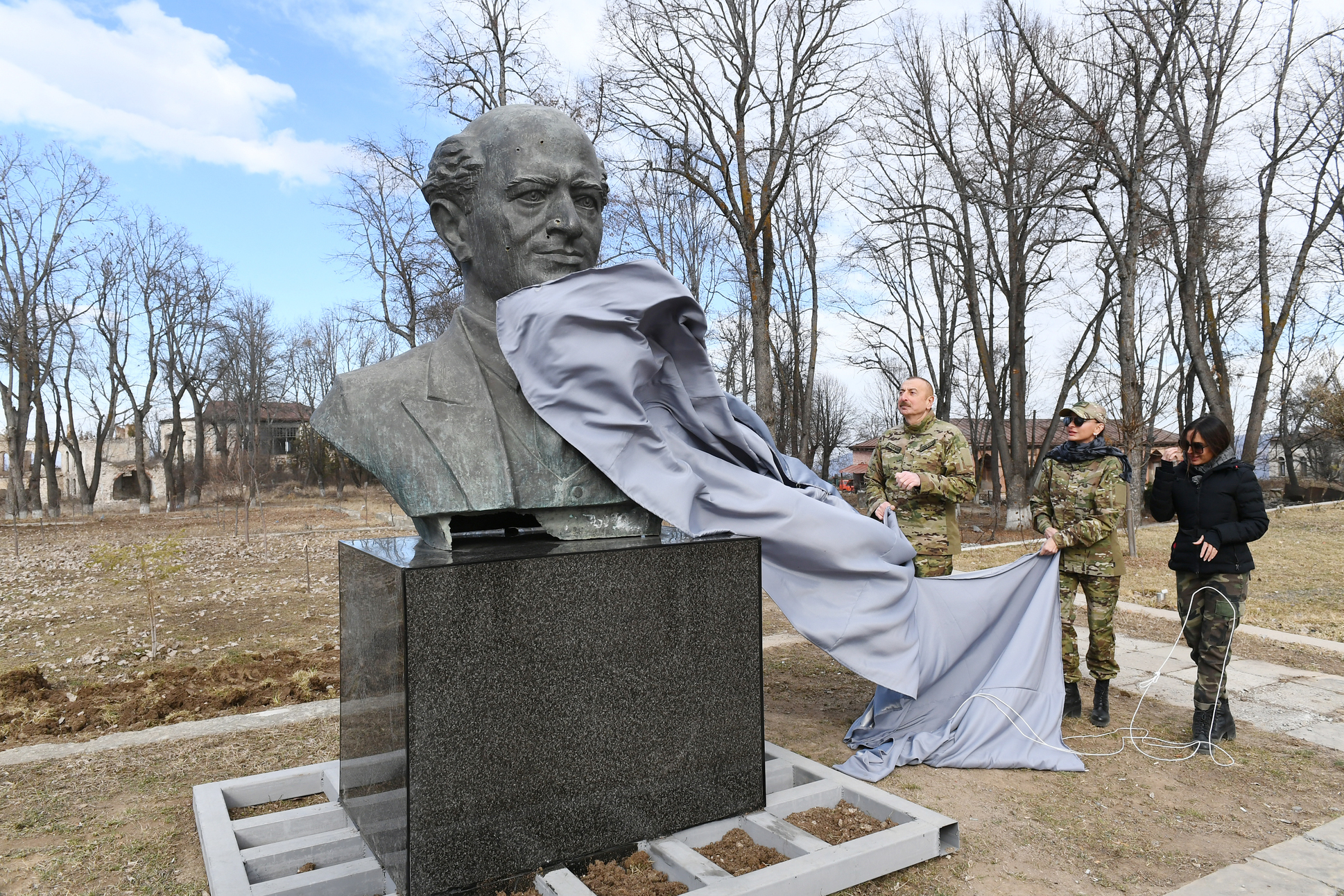
Präsident Əliyev mit Gattin und Tochter bei der Enthüllung der wiedererrichteten Bülbül-Büste in Şuşa
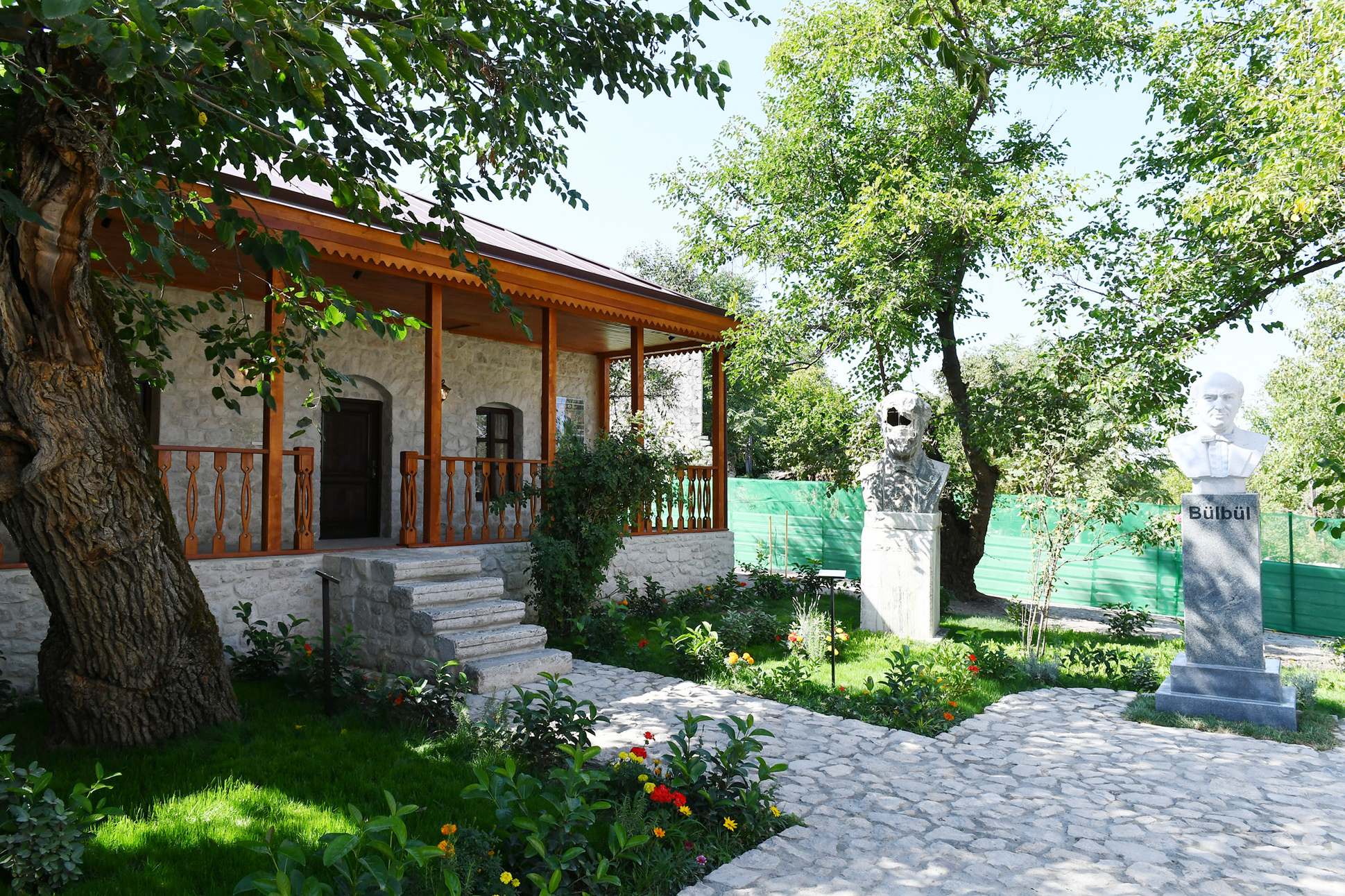
Renoviertes Bülbül-Gedenkmuseum in Şuşa